# Shivko Shelev

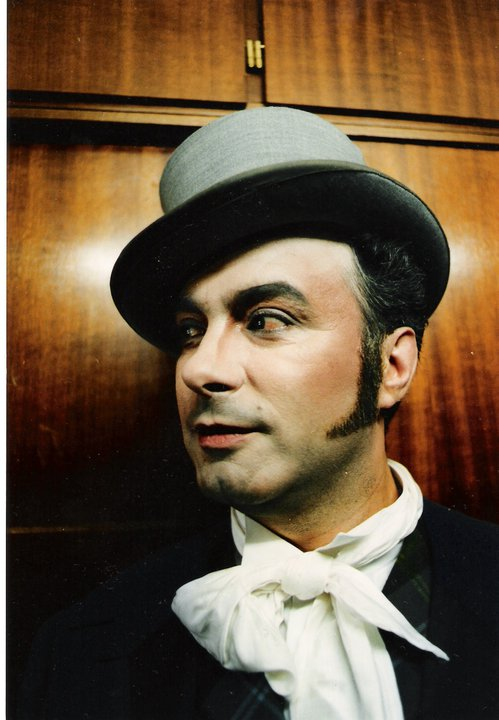
Ernesto in „Don Pasquale“

Shivko Shelev (Transkription: Schiwko Schelew; bulgarisch Живко Желев; wiss. Transliteration: Živko Želev; * 18. August 1955 in Shabla) ist ein bulgarischer Opernsänger (Tenor).

## Leben
Shivko Shelev studierte am Musikkonservatorium in Sofia und schloss zunächst das Studium mit einem Diplom in den Fächern Horn und Klavier als Magister mit Auszeichnung ab. Als dann Fachleute sein Gesangstalent erkannten, wechselte 1988 zum Gesang und studierte auch diese Kunst. Bald schon gewann er erste Preise und erhielt ein Stipendium an der L’Accademia di Arte e Cultura in Rom bei Maestro Boris Christoff. Kurz darauf gewann er den zweiten Preis beim Tito-Schipa-Gesangswettbewerb in Lecce.
Sein Operndebüt gab Shivko Shelev mit großem Erfolg in Sofia als Almaviva in Rossinis „Der Barbier von Sevilla“. 1990/91 war er als Solist an der Zagreber Oper engagiert und sang die Rollen Belmonte in „Die Entführung aus dem Serail“ und Alfredo in „La traviata“. Schon mit seiner ersten Rolle am Opernhaus Erfurt als Rodolfo in „La Bohème“ wurde die Presse in Deutschland auf ihn aufmerksam, bescheinigte ihm eine „ausladende Kraft“ und „sichersten Stimmsitz bis in die höchsten Höhen“ sowie „stimmlich reichen Schmelz“. Ebenso trat er als Tamino in „Die Zauberflöte“, Don Ottavio in „Don Giovanni“ und als Sandor Barinkay („Der Zigeunerbaron“) auf.
Seine Karriere setzte er am Theater Bremen fort, wo er weitere bedeutende Rollen wie zum Beispiel den Nemorino in „L’Elisir d’amore“, den Lenski in „Eugen Onegin“, Duca di Mantova in „Rigoletto“, Ernesto in „Don Pasquale“ und Cassio in „Otello“ übernahm, und große Erfolge feierte. Es folgten zahlreiche Gastauftritte an verschiedenen Bühnen in Belgien, Tschechien, Slowakei, Schweiz, Österreich, Frankreich, Spanien, Italien und den USA. Er wirkte zudem bei verschiedenen Theater-, Radio- und Fernsehproduktionen mit.
Seit der Jahrtausendwende tritt Shivko Shelev als freischaffender Künstler auf. Er tritt immer wieder als Solist auf Kreuzfahrtschiffen auf und war beispielsweise auf der Europa, Deutschland, Columbus, Amadea und Hanseatic zu Gast. Ferner ist er auch als Gesangslehrer tätig.

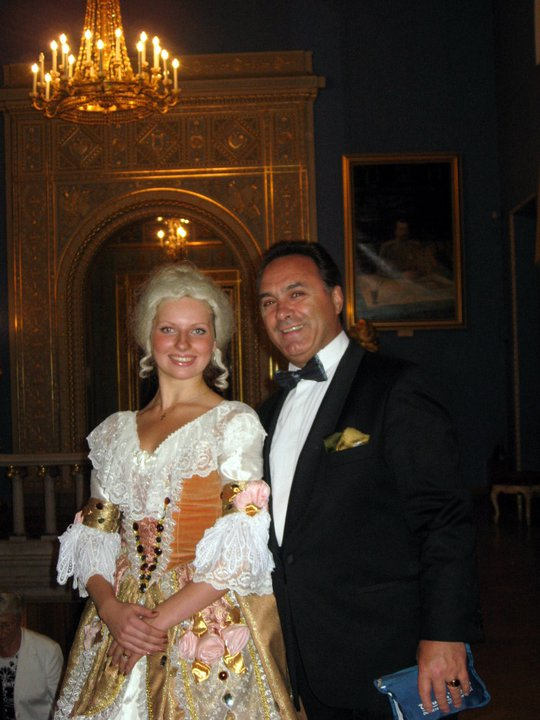
Konzert auf der Europa

Nach längerer Erkrankung stand Shelev im Sommer 2010 auf der Bühne in einem Benefizkonzert für das Klinikum Links der Weser (Bremen) mit besonderer Widmung an das gesamte Intensivstation-Personal.